# 南津守中央公園
南津守中央公園（みなみつもりちゅうおうこうえん）は、大阪市西成区南津守6、7丁目にある公園である。

## 概要
大阪市が運営している近隣公園で、主な設備は児童遊具、グラウンド、築山などからなる。ゴルフ練習場などの跡地に設置され、1998年3月31日に完成。

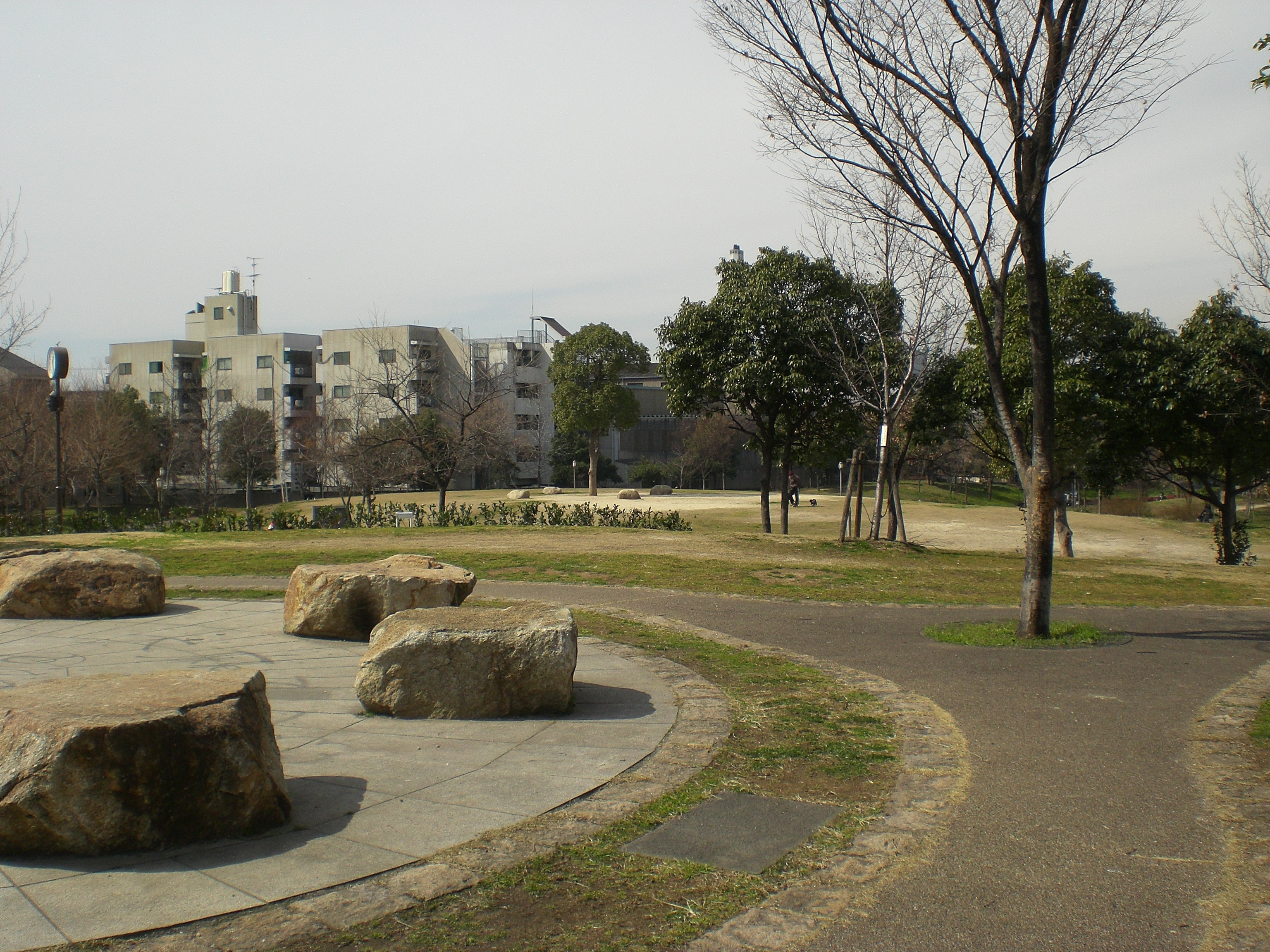
築山の上からの様子

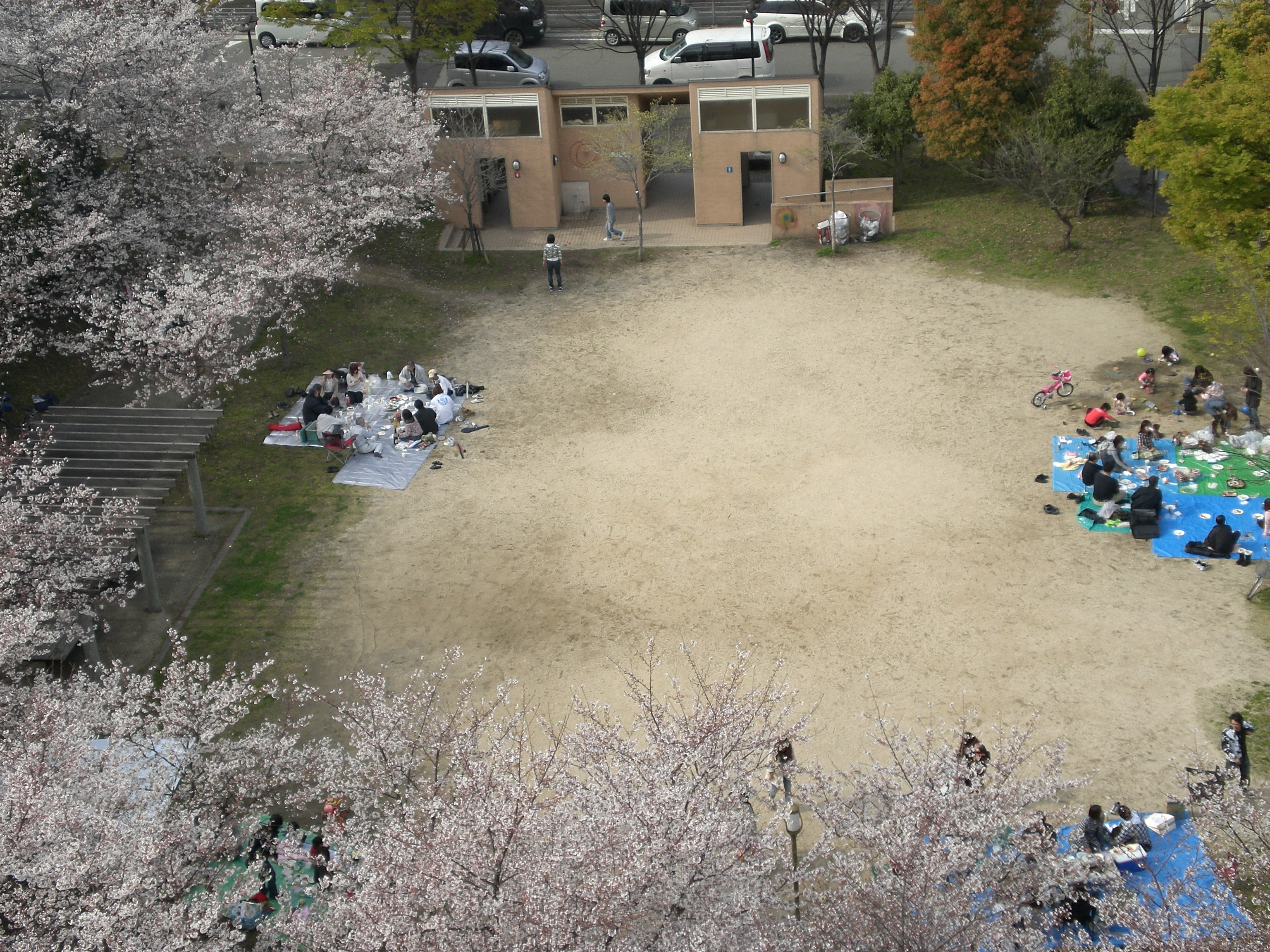
広場での花見の様子

面積は、27,722平方メートル。

## 交通アクセス
- 大阪シティバス「南津守四丁目」「造船所通」停留所徒歩5分
- Osaka Metro四つ橋線 北加賀屋駅 徒歩10分